# Apple pie

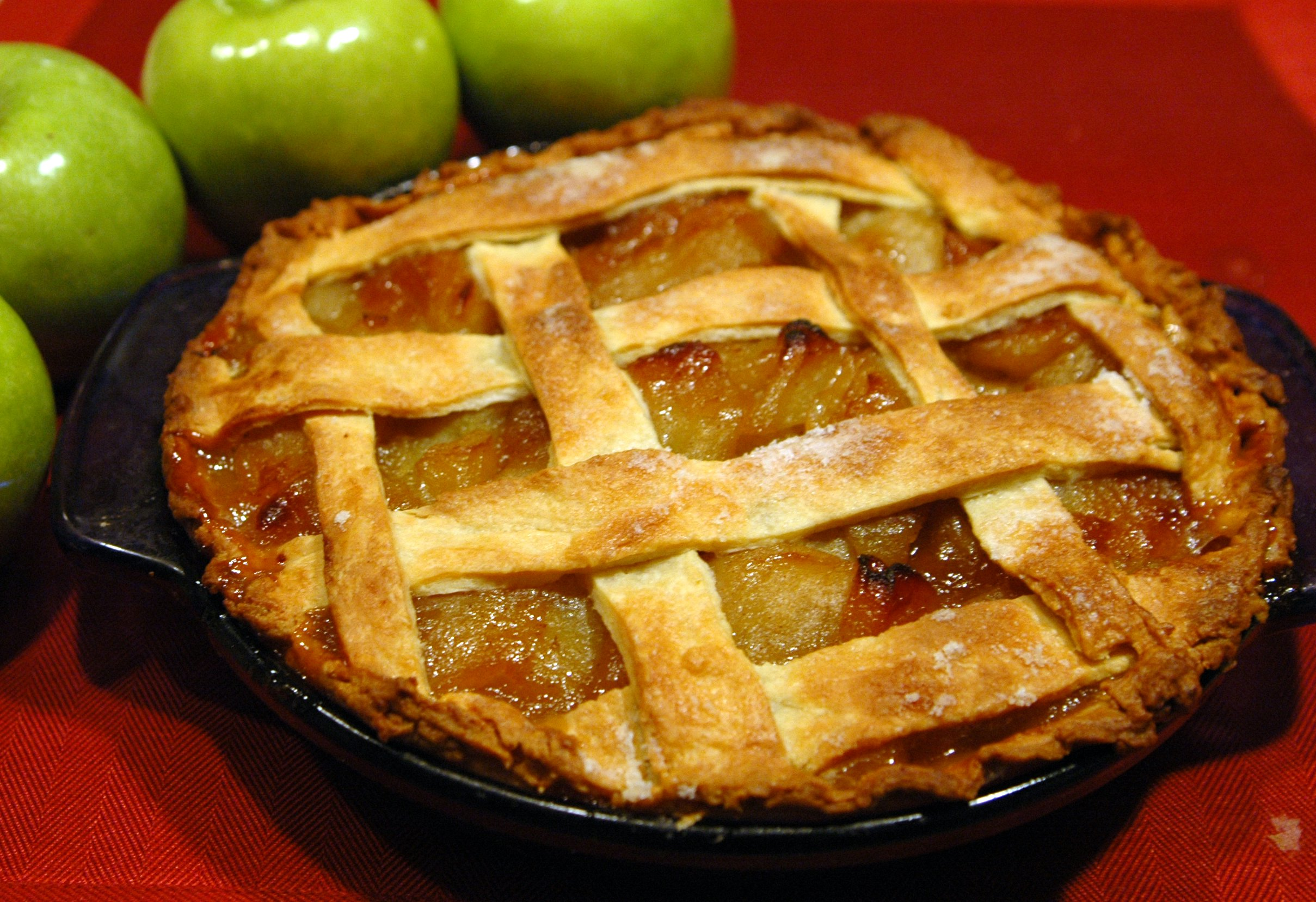
Apple pie

Amerykańska szarlotka (ang. apple pie) – owocowe ciasto (tarta), w którym podstawowym składnikiem nadzienia są jabłka, serwowane często z dodatkiem bitej śmietany lub gałkami lodów na wierzchu czy też z kawałkiem sera cheddar. Ciasto potrzebne do przygotowania apple pie dzieli się na dwie części – jedna służy za spód, druga zaś przykrywa nadzienie. Tradycyjnie formuje się kratkę z ciasta pociętego na cienkie paski, które tworzy wierzch wypieku.

## Składniki
Najlepsze do nadzienia apple pie są jabłka kwaśne i niezbyt twarde – popularne odmiany to Bramley, Empire, Northern Spy czy Granny Smith. Owoce mogą być świeże, suszone czy też smażone – ze słoika bądź puszki; od ich rodzaju zależeć będzie kształt ciasta, a także długość pieczenia. Początkowo suszone czy wekowane jabłka były używane wtedy, gdy świeże owoce były niedostępne. Apple pie jest najczęściej podawany w stylu a la Mode, czyli z gałką lodów na wierzchu, ewentualnie z kawałkiem sera (typu cheddar) serwowanego razem z ciastem.

## Angielski deser
Pierwsze przepisy na apple pie powstały już w czasach Chaucera, ten z 1381 roku podawał w składnikach dobre jabłka, dobre przyprawy, figi, rodzynki i gruszki. Często do barwienia nadzienia używano też szafranu.
W krajach anglojęzycznych apple pie jest od lat bardzo popularnym deserem, który podaje się zarówno na ciepło jak i na zimno, sam bądź z lodami, bitą śmietaną czy tradycyjną angielską polewą custard.

## Pierwsze przepisy bez cukru

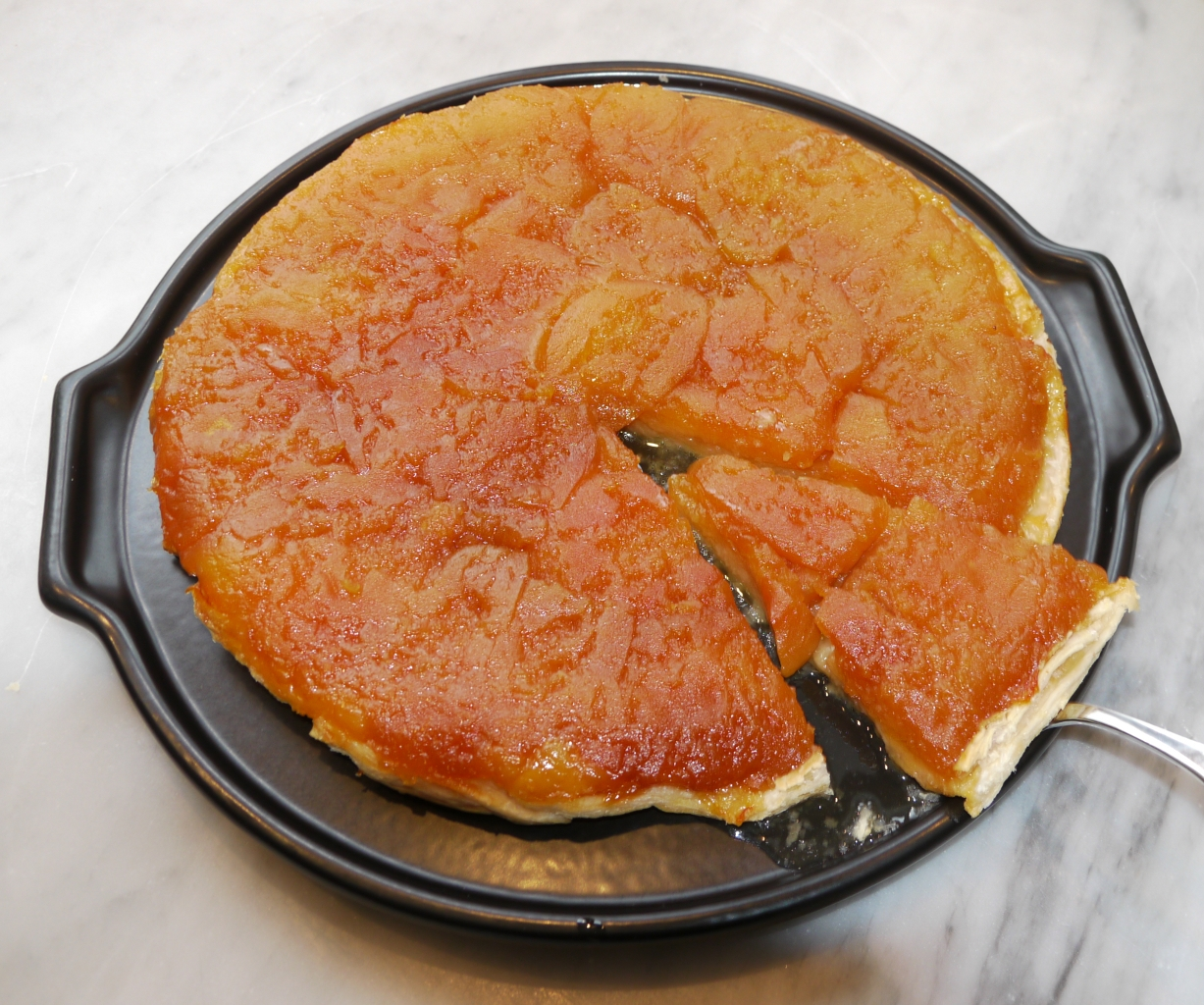
Francuska wersja apple pie

Według większości dzisiejszych przepisów do apple pie należy dodać parę łyżeczek cukru, jednak w tych pierwszych recepturach cukier nie był uwzględniany z dwóch możliwych przyczyn: trzcina cukrowa importowana z Egiptu nie była szeroko dostępna w XIV – wiecznej Anglii, kosztowała ponadto do dwóch szylingów za jeden funt (0,45 kg). Brak cukru w przepisie może sugerować, że średniowieczni Anglicy nie przepadali za słodkościami tak bardzo jak ich przodkowie (cukier rafinowany był wtedy wprowadzany dopiero w krajach Orientu). Nawet miód, chociaż tańszy od cukru, nie był wykorzystywany w przepisach, tak samo jak i sprowadzane przyprawy, na przykład szafran, które oprócz tego łatwo było dostać. Mimo ceny, apple pie częściej dosładzano jednak cukrem niż miodem, co może sugerować, iż nie był on uznawany za bardzo drogi. Poza jabłkami i gruszkami wszystkie składniki musiały być importowane. Być może dlatego w przepisach na apple pie bez cukru jedynym słodzikiem miał być sok z gruszek.

## Holenderskie modyfikacje przepisu
Holendrzy swoje ulubione apple pie (appeltaart, appelgeback) wzbogacają zazwyczaj o cynamon i krople soku z cytryny, a oprócz tradycyjnych jabłek i dodatku cukru dokładają także rodzynki oraz lukrową polewę. Receptura sięga setki lat wstecz, lecz dzisiejsza wersja jest niemalże identyczna. Na wierzchu wyrabiano także kratkę z ciasta, co jest już typowe dla tego wypieku.
Podstawa przepisu to zapieczone ciasto – jako baza, wypełniania jabłkowym nadzieniem doprawionym cynamonem i cukrem, które wydostaje się przez kratkę na wierzchu wypieku. Najchętniej jedzone na ciepło lub zimno, z bitą śmietaną lub lodami waniliowymi.
W Stanach Zjednoczonych apple pie według przepisu Holendrów kojarzy się z kruszonką na wierzchu ciasta.

## Szwedzkie apple pie
W Szwecji apple pie piecze się głównie z kruszonką zamiast tradycyjnego placka, często z bułką tartą czy płatkami owsianymi zamiast mąki, doprawione cynamonem, podawane z sosem waniliowym lub gałkami lodów. Popularna wersja to äppelkaka – biszkopt ze świeżymi kawałkami jabłek. 

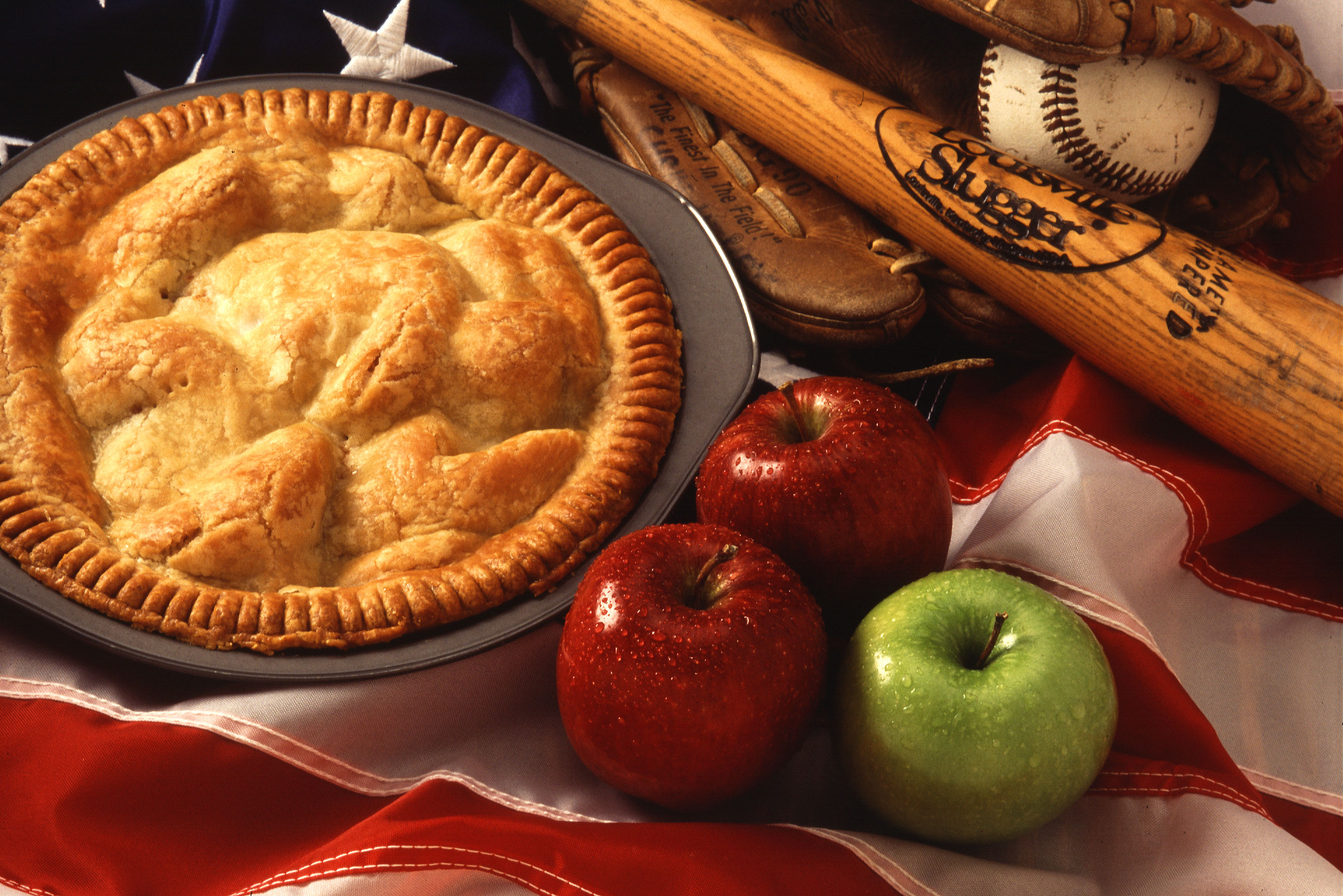
Apple pie w amerykańskiej tradycji

## Apple pie w kulturze amerykańskiej
W pierwszych koloniach angielskich, tam, gdzie nie rosły jabłonie, z przyrządzeniem apple pie trzeba było wstrzymać się do czasu dostawy jabłek importowanych zza Atlantyku. Chociaż apple pie wypiekane było jeszcze przed czasami europejskiej kolonizacji, ciasto to uznaje się za tradycyjny amerykański deser. Na przestrzeni XIX i XX wieku stało się symbolem amerykańskiego dobrobytu i narodową dumą. W 1902 roku pewien nagłówek głosił, że Nikt, kto jada apple pie, nie będzie tak do końca pokonany, z kolei amerykańscy żołnierze z czasów drugiej wojny światowej na pytanie dlaczego poszli na wojnę, odpowiadali: walczyć dla Mamy i za apple pie. Reklamodawcy wykorzystywali też to patriotyczne powiązanie w swoich materiałach: baseball, hot dogi, apple pie i Chevrolet; powstały także slogany typu: jabłko zjedzone, zdrowie ocalone czy amerykański jak apple pie, co skutecznie zachęcało do spożywania jabłek w czasach, gdy produkcja jabłecznika (słabego alkoholu na bazie jabłek) objęta była prohibicją.